# Lokomotiva M62

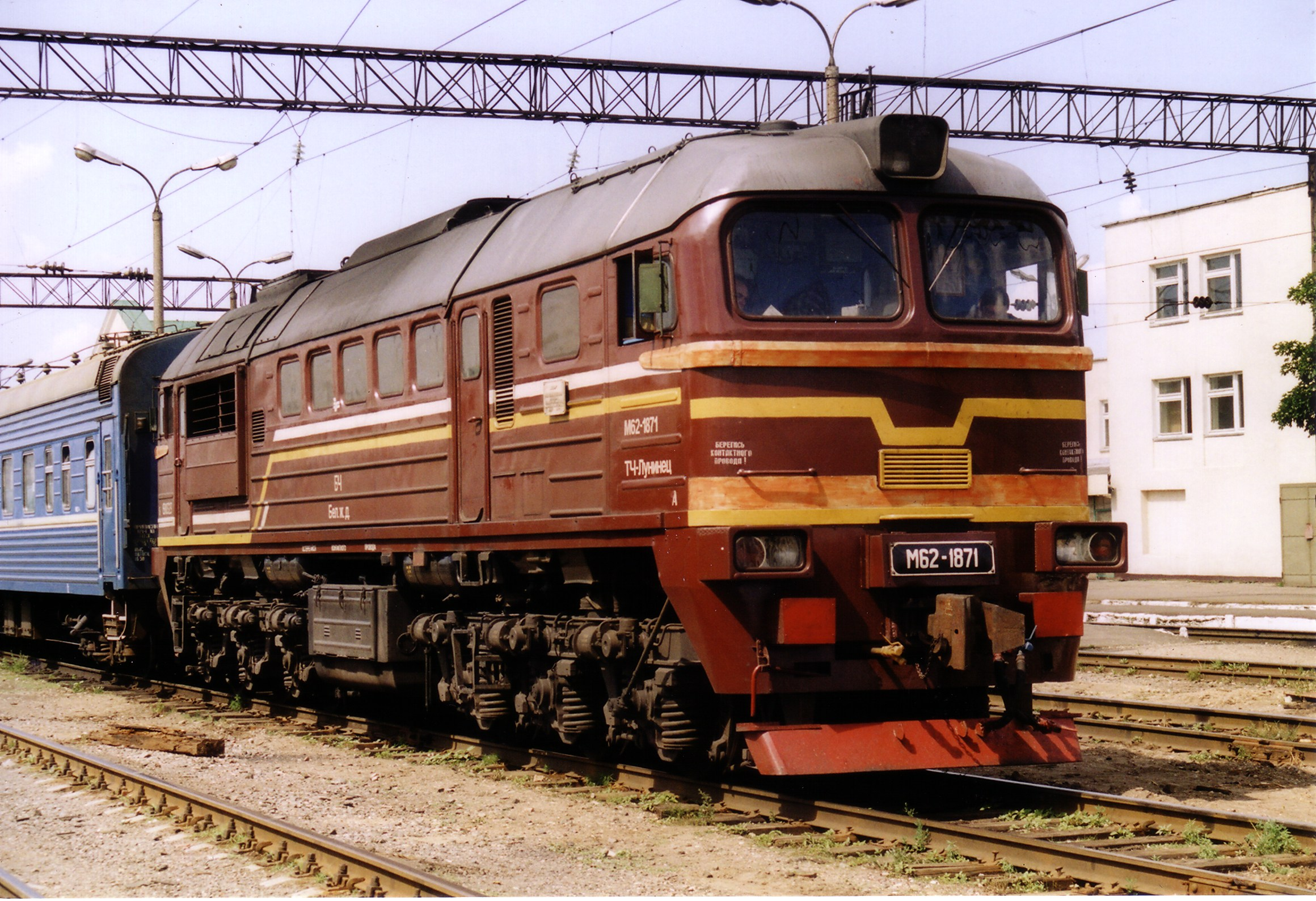
Běloruský stroj M62 v Baranavičy

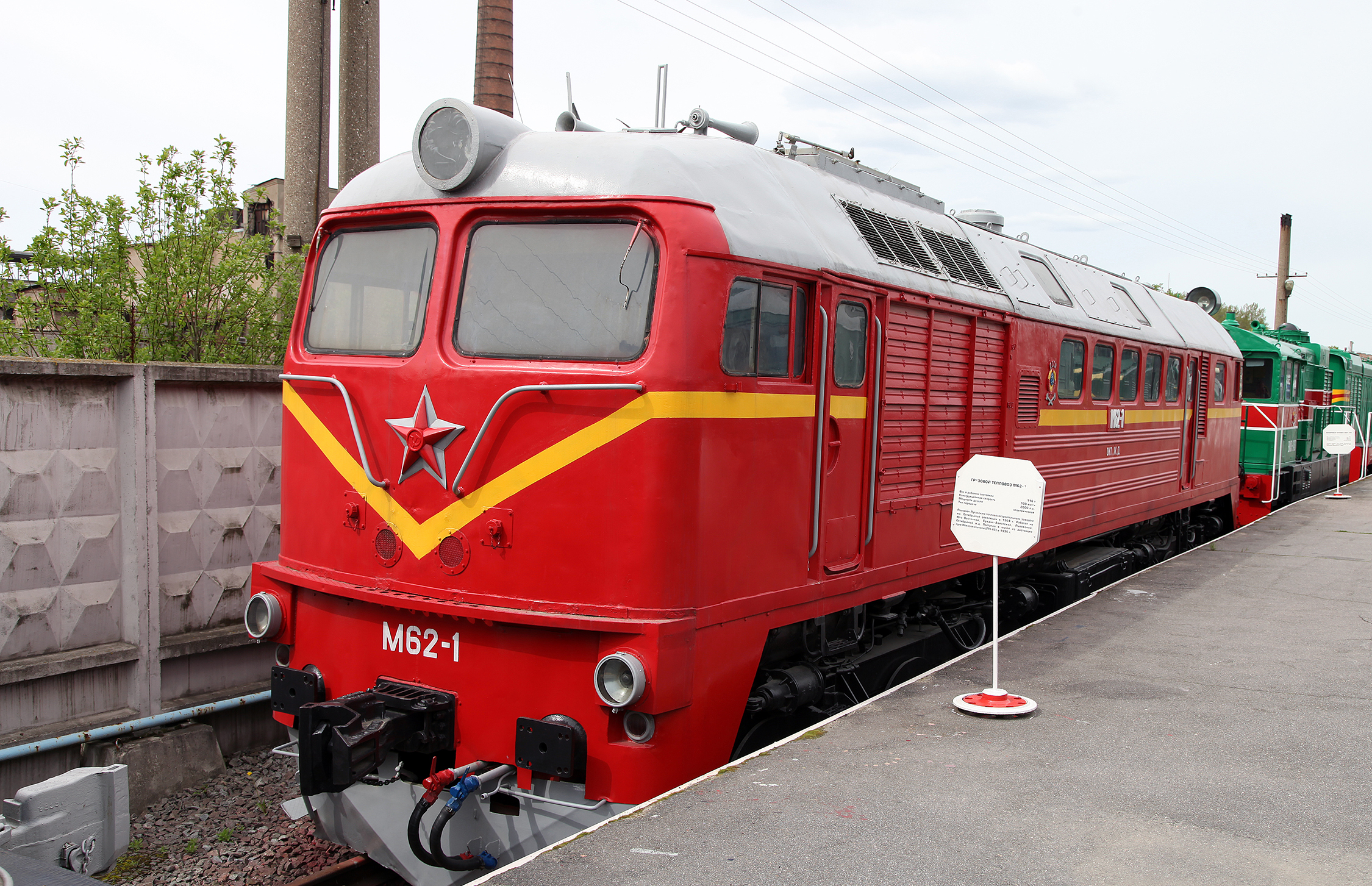
První vyrobený stroj M62-1

M62 je sovětská dieselová lokomotiva s elektrickým přenosem výkonu určená k přepravě těžkých nákladních vlaků. Výroba probíhala v letech 1964–2001 v lokomotivce v Luhansku (Vorošilovgradě),-  dnes Luhanskteplovoz na Ukrajině  a byla vyvážena byla do mnoha zemí východního bloku. Mimo jednotlivých lokomotiv M62 vznikaly dvojdílné verze 2M62 a trojdílné 3M62.
Podle výrobních směrnic RVHP byla výroba těžkých dieselových lokomotiv v zemích východního bloku přidělena výhradně Rumunsku a Sovětskému svazu. První prototypy byly připraveny v roce 1964 a první zemí, která lokomotivy obdržela, bylo Maďarsko.
V roce 1966 byly první lokomotivy dodány i do Československa, kde dostaly přezdívku Sergej.

## Dodávky
Následující tabulka ukazuje počty M62 dodávané průmyslovým železnicím a státům. Inovace nejsou brány v úvahu. Některé z M62 byly později prodány soukromým dopravcům.
Tabulka nezahrnuje verze 2M62 a 3M62 které byly dodávány pouze do SSSR a Mongolska a 2 prototypy v tropickém provedení dodané do Íránu. Celkem bylo vyrobeno 6381 sekcí.
| Země           | Provozovatel               | Rozchod | Série   | Roky produkce | Počet lokomotiv | Číslování                                  | Rok vyřazení z provozu |
| -------------- | -------------------------- | ------- | ------- | ------------- | --------------- | ------------------------------------------ | ---------------------- |
| NDR            | Deutsche Reichsbahn        | 1435 mm | V 200   | 1966–1975     | 378             | V 200 001 až 314 120 001 až 378            | do 1994                |
| NDR            | SDAG Wismut                | 1435 mm | V 200   | 1972–1978     | 15              | V 200 501 až 515                           | do 1998                |
| NDR            | BKK Geiseltal              | 1435 mm | V 200   | 1973          | 3               | V 200 506 až 508                           | do 1993                |
| Kuba           | Ferrocarriles de Cuba      | 1435 mm | 61      | 1974–1975     | 20              | od K500 až K519, přeznačeno na 61601-61621 |                        |
| Severní Korea  | KRZ                        | 1435 mm | LH01    | 1967–1995     | 64              |                                            |                        |
| Polsko         | PKP                        | 1435 mm | ST44    | 1966–1988     | 1114            | ST44-001 až 1113 ST44-1500                 |                        |
| Polsko         | PKP LHS                    | 1520 mm | ST44    | 1977–1980     | 68              | ST44-2001 až 2068                          |                        |
| Polsko         | Petrochemia Płock          | 1435 mm | M62     |               | 6               | ST44 01 - 06                               |                        |
| Polsko         | PMPPW                      | 1435 mm | ST44    | 1966–1967     | 2               | ST44 07 - 09                               |                        |
| Sovětský svaz  | SŻD                        | 1524 mm | M62     | 1964–1976     | 723             | M62-1 M62-2 od M62-1003 až M62-1723        |                        |
| Sovětský svaz  | Sovětská armáda            | 1524 mm | DM62    | 1982–1994     | 154             | DM62-1724 až DM62-1877                     |                        |
| Československo | ČSD                        | 1435 mm | T 679.1 | 1966–1979     | 575             | T679.1001 až 374 a 400 až 600              | do 2002                |
| Československo | ČSD                        | 1524 mm | T 679.5 | 1966          | 25              | T679.5001 až 025                           | do 1991                |
| Československo | Východoslovenské železárny | 1524 mm |         |               | 2               | VSŽ1 do 2                                  | 1983/1988              |
| Maďarsko       | MÁV                        | 1435 mm | M62     | 1965–1974     | 273             | M62 001 až 273                             |                        |
| Maďarsko       | MÁV                        | 1524 mm | M62.5   | 1970–1978     | 15              | M62 501 až 515                             |                        |
| Maďarsko       | GySEV                      | 1435 mm | M62.9   | 1972          | 6               | M62 901 až 906                             | do 1996                |